# Banatsko Veliko Selo, Banatul de Nord
Banatsko Veliko Selo (sârbă Банатско Велико Село) este un sat situat în municipiul Kikinda, districtul Banatului de Nord, Serbia. Este situat în provincia autonomă Voivodina. Satul are o populație de 3.034 de locuitori (conform recensământului din 2002), dintre care majoritatea sunt sârbi (96,30%).

## Nume
Numele satului înseamnă „marele sat bănățean” în limba sârbă. Satul a fost format, după Al doilea război mondial, prin combinarea a trei sate. Cele trei sate aveau o majoritate etnică de șvabi bănățeni și erau numite: Sankt Hubert, Charleville și Seultour, în limba germană, și Szenthubert, Károlyliget și Szentborbála, în limba maghiară .

## Istorie
După stăpânirea otomană nu au existat așezări, în adevăratul sens al cuvântului, în locația actuală a satului. În urma unui ordin al împărătesei Maria Terezia a Austriei, la 25 noiembrie 1763, dreptul de stabilire în acestă zonă a fost acordat exclusiv romano-catolicilor. Între 1770 și 1771 în această zonă au fost colonizați francezi din regiunea Lorenei și germani sud-vestici - aceștia din urmă devenind, ulterior, cunoscuți sub numele de șvabi bănățeni. Aceștia au fondat trei sate: Sankt Hubert, Charleville și Seultour. De-a lungul secolului al XVIII-lea aceste așezări și-au schimbat stăpânirea de mai multe ori. În timp, coloniștii francezi au fost asimilați de populația germană. După Al doilea război mondial, germanii au fost expulzați, iar familiile sârbe din Krajina bosniacă au populat zona. Un sat mai mare, numit Veliko Selo, a fost format din cele trei sate germane. În 1948 numele său a fost schimbat în Banatsko Veliko Selo. În prezent numele fostelor sate germane sunt folosite ca nume pentru cartierele din satul mai mare.

## Populația istorică
- 1948: 4.388
- 1953: 4.276
- 1961: 4.310
- 1971: 3.603
- 1981: 3.332
- 1991: 3.134
- 2002: 3.034

## Galerie

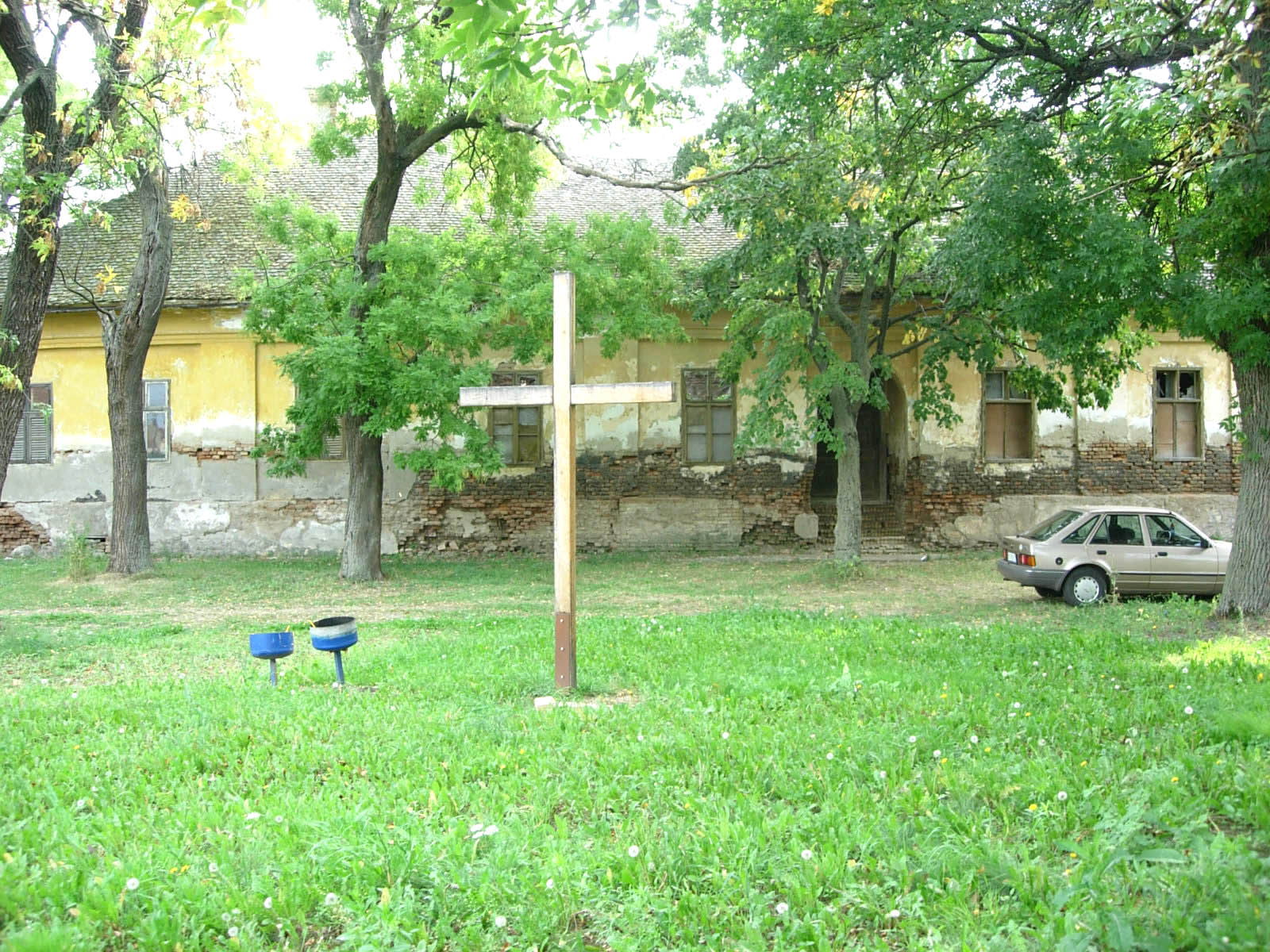
Viitoarea biserică ortodoxă va fi amplasată aici.

## Personalități
- Branimir Brstina, actor

## Linkuri externe
1. ↑  , Republicki geodetski zavod[*] http://web.archive.org/web/20160530172604/http://www.rgz.gov.rs/upload/web/Spisak%20KO-20150521.zip, arhivat din original la 30 mai 2016 Lipsește sau este vid: |title= (ajutor)